# Hendrik Jan Mulder
Hendrik Jan Mulder (Olst, 25 januari 1900 - Den Haag, 10 mei 1961) was militair. Hij werd onderscheiden met de Militaire Willems-Orde  op 2 augustus 1946.
Henk Mulder was naar zijn vader genoemd, hoofdonderwijzer Hendrik Jan Mulder. Hij maakte twee wereldoorlogen mee, de eerste ging aan hem voorbij maar veranderde Europa, tijdens de Tweede Wereldoorlog was hij een leidinggevend militair.
Mulder doorliep de HBS in Deventer en ging daarna als dienstplichtig artillerist in dienst. Daarna werkte hij in Deventer bij Ankersmit Administratiekantoor NV, bij de Zwolsche Biscuitfabriek v/h Helder en vanaf 1932 bij de Crisis-Zuivel Centrale in Tiel.
Toen Mulder in dienst zat werd hij toegelaten tot de officiersopleiding en moest hij zich daarvoor op 1 oktober 1920 in Utrecht melden bij de Vestingartilleriekazerne, die later de Hojelkazerne werd genoemd. Er zaten 51 mannen in de opleiding, verdeeld in drie klassen van 17 leerlingen. Op 18 maart 1921 werd hij bevorderd tot sergeant, op 8 mei haalde hij zijn vaandrigexamen en op 23 juni werd hij vaandrig. Op 1 augustus 1921 meldde Mulder zich bij het 1ste Regiment Vestingartillerie. Op 22 december legde hij zijn officierseed af. Op 3 december 1925 werd hij bevorderd tot reserve-eerste-luitenant.
In 1936 ontmoette hij de elf jaar jongere Johanna Frederika Elizabeth Tamminga, met wie hij in 1938 trouwde. Henk en Jo Mulder gingen in Den Haag wonen. Hun zoon werd Hendrik Jan genoemd, naar zijn vader en grootvader.

## Tweede Wereldoorlog
Mulder werd op 25 augustus 1939 reeds gemobiliseerd en kreeg in april 1940 opdracht het 20ste Regiment Artillerie op te richten, samen met vier andere reserve-officieren. Het personeel bestond ook uit reservisten. Het regiment zou worden uitgerust met acht staalkanonnen, hoewel die al in 1932 ouderwets en technisch minderwaardig werden genoemd. Op 27 april vertrok commandant Mulder met 220 man naar de Peel. Hun materieel was slecht en vaak onvolledig. Hun opdracht was naar Mill te gaan, naar Vak Schayk van de Peel-Raamstelling. 

### Peelstelling
In de nacht van 9 op 10 mei werd Mill frontlinie. De Duitsers drongen met een pantsertrein over de brug bij Gennep door de linie en konden de Nederlandse troepen in de rug aanvallen. Toen de trein terug probeerde te gaan, ontspoorde hij. Mulder was de eerste die de Duitsers zag aankomen uit deze onverwachte kant. De Duitsers kwamen uit Zuidwestelijke richting, Mulders kanonnen stonden naar de andere kant opgesteld. Hij liet alles omdraaien om de Duitsers te kunnen beschieten. Met behulp van twee andere batterijen sloeg zijn batterij de Duitse aanval af. De oude 8 staal kanonnen waren toch nuttig geweest.
Elders in Mill liep het anders af. Verschillende kazematten werden door de Duitsers veroverd en er werden 210 Nederlandse militairen gevangengenomen. Een ander Duits regiment werd door reserve-eerste-luitenant Bleeker tegengehouden. Ook vloog een Duits verkenningsvliegtuig heen en weer en een bombardement volgde. Kolonel Schmidt, commandant van de Peel-divisie, gaf bevel om de Peel-Raanstelling om middernacht te verlaten. Het Nederlandse verzet had de Duitsers een dag kunnen tegenhouden. Daarna trokken de Nederlandse eenheden zich terug in de Vesting Holland. Mulder nam zijn manschappen mee naar Utrecht en wilde op 14 mei de reis naar Den Haag maken. Bij Breukelen hoorde hij dat Nederland net voor 17:00 uur had gecapituleerd.
Mulder zat daarna tien dagen in krijgsgevangenschap in Utrecht. Hij werd weer vrijgelaten en ging terug naar zijn voormalige werkgever. In 1945 dook hij onder in Rozenburg om niet naar Duitsland te hoeven gaan.

## Na de oorlog

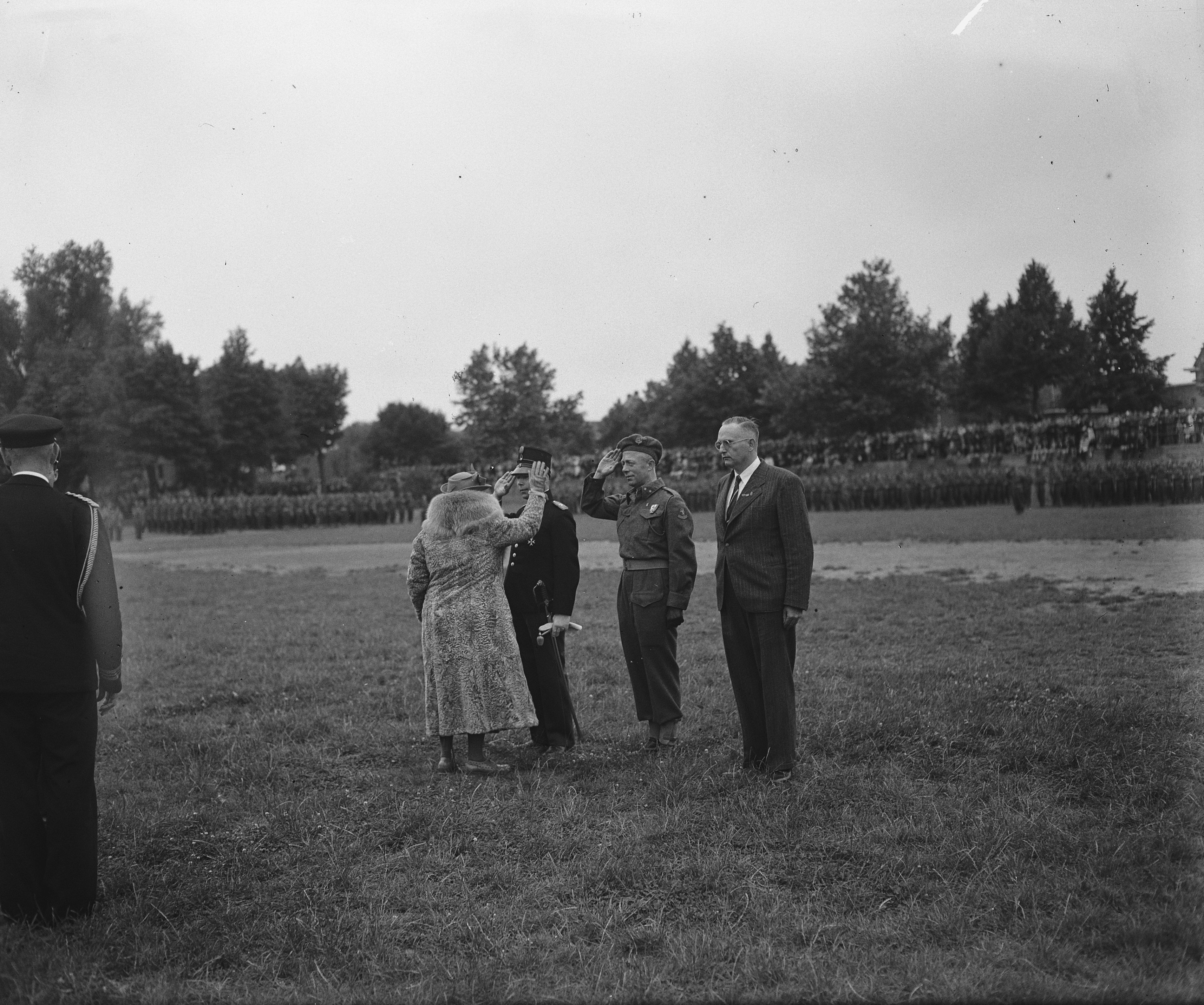
De luitenants F.H. Warnaars en H.J. Mulder, alsmede de heer Johannes van Dulst werden door de Koningin tot Ridder in de Militaire Willemsorde geslagen.

Op 4 januari 1946 werd Mulder weer opgeroepen in militaire dienst. Hij was er dus niet bij toen op 2 april zijn tweede zoon werd geboren, Engelbert Alje (Bert). 
Bij Koninklijk Besluit van 15 juni 1946 no.2 kende koningin Wilhelmina hen de Militaire Willems-Orde toe. De uitreiking vond plaats op 2 augustus. Ook J. van Dulst en F.H. Warnaars werden die dag geridderd.
Op 30 oktober 1946 werd Mulder benoemd tot commandant van de administratieve batterij van de School voor Reserve-Officieren der Artillerie in Breda. Op 23 april 1947 nam hij afscheid. Op 1 september 1949 werd hij eervol ontslagen. Hij was toen reserve-majoor.
In 1954 kreeg hij de ziekte van Parkinson. Mulder overleed in 1961. In 1990 werd het voormalige Kamp Stroe naar hem vernoemd.
Zie ook de Lijst van personen onderscheiden met de Militaire Willems-Orde.